# Presi tra le fiamme
Presi tra le fiamme (The Forest Rangers) è un film statunitense del 1942 diretto da George Marshall.